# Турувр-о-Перш (кантон)
Турувр-о-Перш (фр. Tourouvre au Perche) (до 5 марта 2020 года назывался Турувр, фр. Tourouvre) — кантон во Франции, находится в регионе Нормандия, департамент Орн. Входит в состав округа Мортань-о-Перш.

## История
До 2015 года в состав кантона входили коммуны Бивилье, Больё, Брезолет, Бюбертре, Ла-Вантруз, Ла-Потри-о-Перш, Линьероль, Мусонвилье, Нормандель, Отёй, Препотен, Рандоне, Сен-Морис-ле-Шарансе, Турувр и Шам.
В результате реформы 2015 года состав кантона был изменен. В него вошли все коммуны упраздненного кантона Лоньи-о-Перш и отдельные коммуны упраздненных кантонов Л’Эгль-Эст и Мулен-ла-Марш.
С 1 января 2016 года состав кантона изменился: коммуны Бивилье, Брезолет, Бюбертре, Ла-Потри-о-Перш, Линьероль, Отёй, Препотен, Рандоне, Турувр и Шам образовали новую коммуну Турувр-о-Перш, к которой перешел статус административного центра кантона; коммуны Ла-Ланд-сюр-Эр, Лоньи-о-Перш, Малетабль, Маршенвиль, Монсо-о-Перш, Мулисан, Нёйн-сюр-Эр и Сен-Виктор-де-Рено образовали новую коммуну Лоньи-ле-Виллаж.
С 1 января 2018 года состав кантона снова изменился: коммуны Мусонвилье, Нормандель и Сен-Морис-ле-Шарансе образовали новую коммуну Шарансе.
5 марта 2020 года указом № 2020-212 кантон переименован в Турувр-о-Перш. .

## Состав кантона с 1 января 2018 года
В состав кантона входят коммуны (население по данным Национального института статистики за 2018 г.):
- Бизу (131 чел.)
- Больё (211 чел.)
- Бонмулен (237 чел.)
- Бонфруа (187 чел.)
- Бретель (165 чел.)
- Ире (617 чел.)
- Крюле (854 чел.)
- Л′Ом-Шамондо (251 чел.)
- Ла-Вантруз (125 чел.)
- Ла-Ферьер-о-Дуаен (164 чел.)
- Ла-Шапель-Вьель (277 чел.)
- Ле-Женет (193 чел.)
- Ле-Маж (227 чел.)
- Ле-Мениль-Берар (75 чел.)
- Ле-Меню (237 чел.)
- Ле-Па-Сен-л′Оме (130 чел.)
- Лез-Аспр (623 чел.)
- Лоньи-ле-Виллаж (3 002 чел.)
- Мулен-ла-Марш (718 чел.)
- Огез (211 чел.)
- Сен-Илер-сюр-Риль (316 чел.)
- Турувр-о-Перш (3 115 чел.)
- Шаранси (791 чел.)

## Политика
На президентских выборах 2022 г. жители кантона отдали в 1-м туре Марин Ле Пен 32,8 % голосов против 26,3 % у Эмманюэля Макрона и 12,6 % у Жана-Люка Меланшона; во 2-м туре в кантоне победила Ле Пен, получившая 53,2 % голосов. (2017 год. 1 тур: Марин Ле Пен – 29,9 %, Франсуа Фийон – 27,5 %, Эмманюэль Макрон – 16,2 %, Жан-Люк Меланшон – 12,6 %; 2 тур: Макрон – 50,1 %. 2012 год. 1 тур: Николя Саркози — 33,8 %, Марин Ле Пен — 25,2 %, Франсуа Олланд — 18,9 %; 2 тур: Саркози — 56,0 %).
С 2021 года кантон в Совете департамента Орн представляют мэр-делегат ассоциированной коммуны Лоньи-о-Перш Жан-Венсан Дю Лак (Jean-Vincent Du Lac) и член совета коммуны Ла-Шапель-Вьель Пола Климко (Paule Klymko) (оба — Разные правые).
|                | Кандидаты                       | Партия                   | Первый тур | Первый тур     | Второй тур | Второй тур |
| Кол-во голосов | Кандидаты                       | Партия                   | % голосов  | Кол-во голосов | % голосов  |            |
| -------------- | ------------------------------- | ------------------------ | ---------- | -------------- | ---------- | ---------- |
|                | Жан-Венсан Дю Лак Пола Климко   | Разные правые            | 1 658      | 46,34          | 2 001      | 56,00      |
|                | Анн Ларюэль Франк Пуарье        | Разные центристы         | 1 257      | 35,13          | 1 572      | 44,00      |
|                | Мари-Каролин Док Раймон Эрбрето | Национальное объединение | 663        | 18,53          |            |            |

|                | Кандидаты                        | Партия             | Первый тур | Первый тур     | Второй тур | Второй тур |
| Кол-во голосов | Кандидаты                        | Партия             | % голосов  | Кол-во голосов | % голосов  |            |
| -------------- | -------------------------------- | ------------------ | ---------- | -------------- | ---------- | ---------- |
|                | Пола Климко Ги Моне              | Разные правые      | 1 690      | 33,40          | 2 053      | 36,43      |
|                | Мари-Ло де Брос Жан-Пьер Шевалье | Разные правые      | 1 676      | 33,12          | 1 815      | 32,20      |
|                | Мари-Каролин Док Патрик Фурни    | Национальный фронт | 1 694      | 33,48          | 1 768      | 31,37      |